# Samsung Galaxy S22
Das Samsung Galaxy S22, S22+ und Samsung Galaxy S22 Ultra sind Smartphones der Galaxy-S-Reihe des südkoreanischen Unternehmens Samsung Electronics. Alle drei Geräte wurden am 9. Februar 2022 der Öffentlichkeit präsentiert. Eine Besonderheit ist, dass in das Galaxy S22 Ultra erstmals der Stylus S-Pen integriert ist.

## Design
Das Design des Galaxy S22 und S22+ unterscheidet sich kaum zu den Vorgängergeräten Galaxy S21 und S21+. Ein wesentlicher Unterschied besteht darin, dass nun auch eine flache Rückseite und nicht wie bisher eine zu den Seiten hin abgerundete Rückseite verbaut wird, nachdem bereits bei den Vorgängern ein flaches Display verbaut wurde. Auch ist jetzt die Rückseite des Galaxy S22 wieder aus Gorilla Glass Victus Plus und nicht mehr wie beim S21 aus Kunststoff gefertigt.

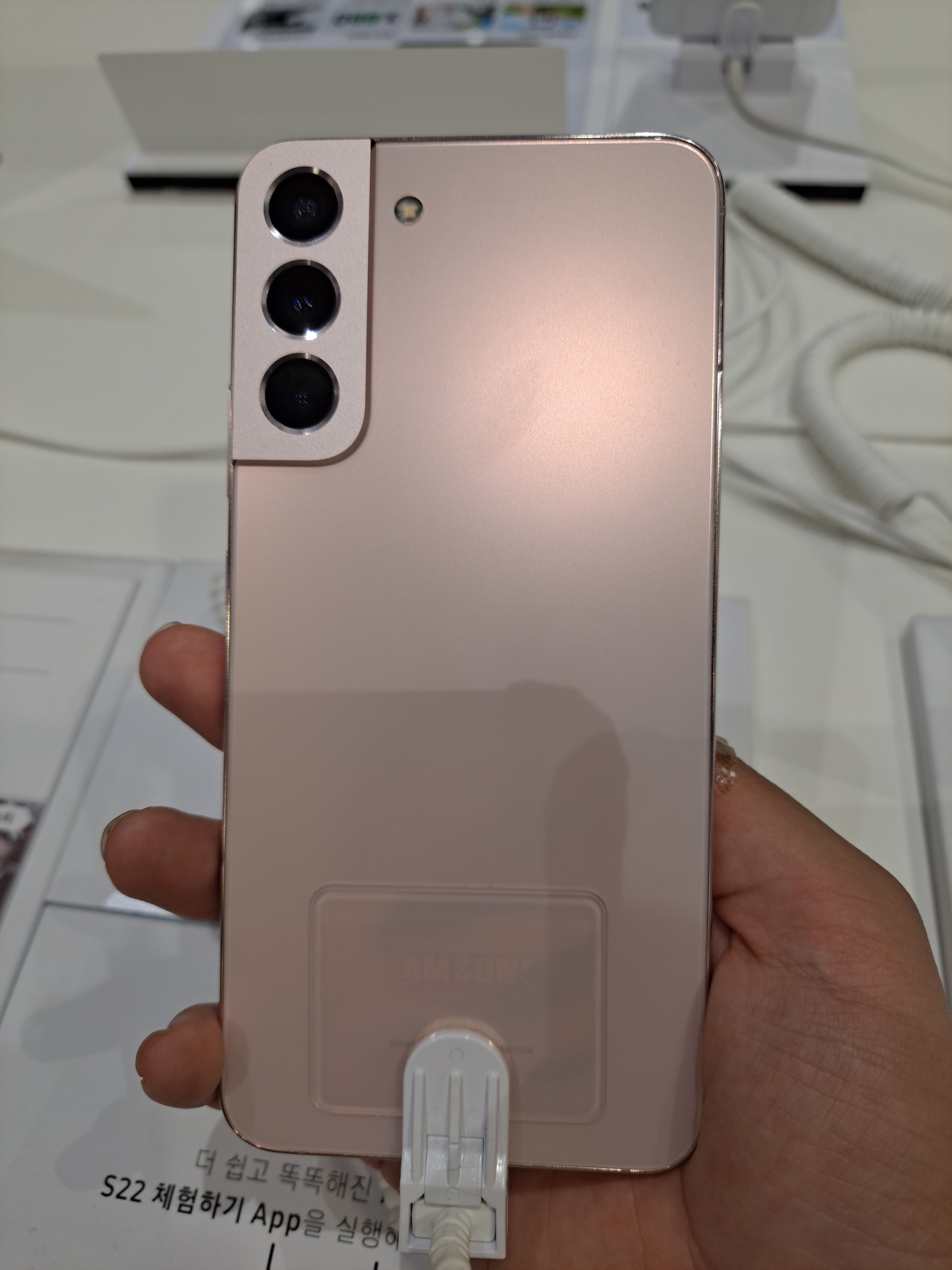
Rückseite des Galaxy S22
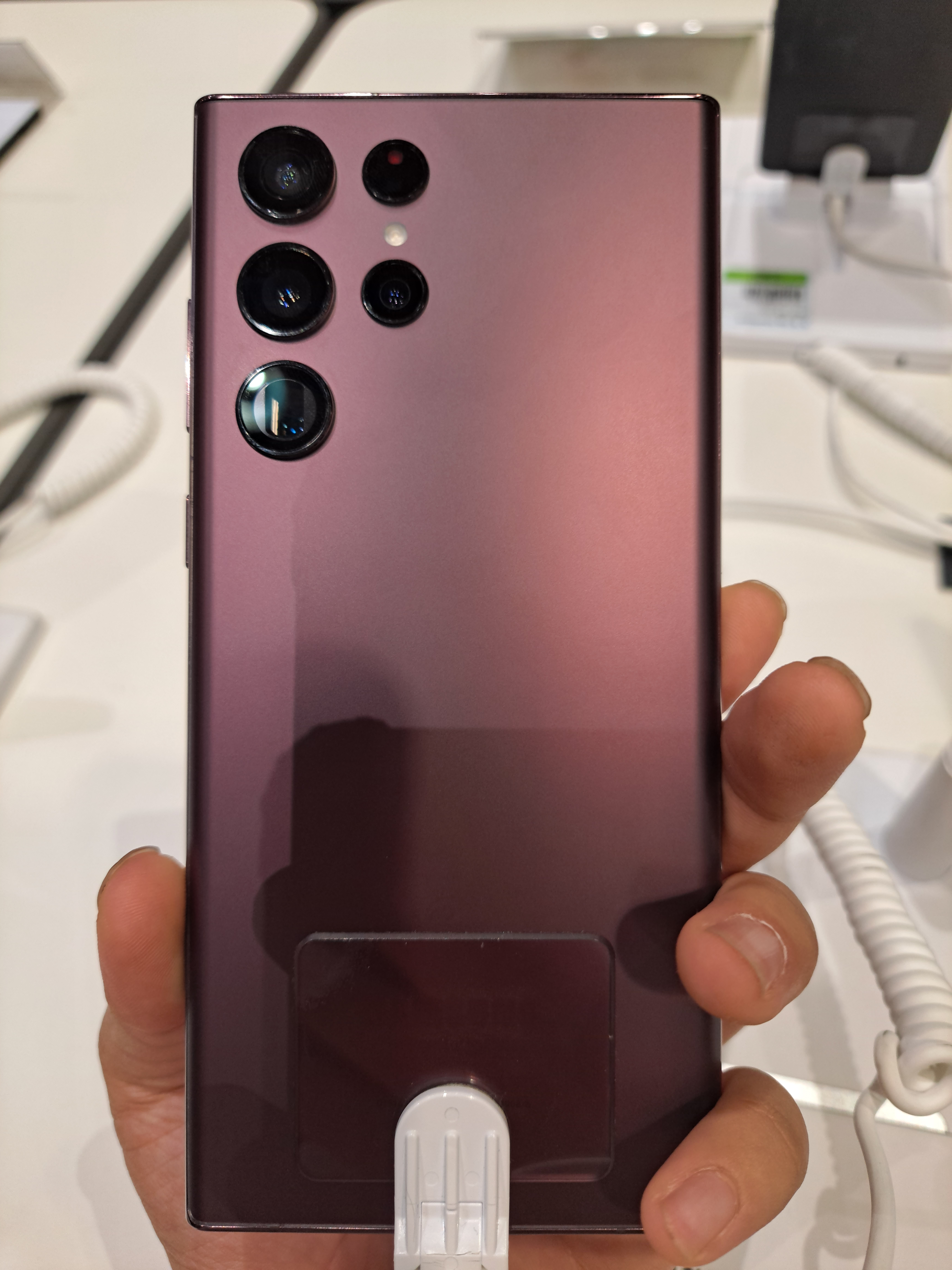
Rückseite des Galaxy S22 Ultra

Das Galaxy S22 Ultra wurde im Gegensatz zu den anderen beiden Geräten deutlich mehr verändert. Die bisher abgerundeten Ecken sind nun ähnlich wie bei der Galaxy-Note-Reihe deutlich eckiger gefertigt. Im Vergleich zum Vorgänger und zu den anderen beiden S22-Modellen ist hier nun aber kein massiver Block für das Kameraelement mehr verbaut, die Linsen ragen stattdessen einzeln aus dem Gerät. Auf der linken unteren Seite befinden sich nun ebenfalls wie beim Galaxy Note 20 Ultra einer der beiden Stereolautsprecher sowie der Schacht des Stylus S-Pen.

## Technische Daten

### Samsung Galaxy S22 und Galaxy S22+

#### Kamera
Das Kamera-Setup des Galaxy S22 und S22+ sind gleich, nur das Ultra-Modell weist hier Unterschiede auf. Samsung verbaut drei Kameralinsen, eine Hauptkamera, eine Ultraweitkamera und ein Teleobjektiv. Im Vergleich zum S21 ist der Hauptsensor beim Galaxy S22 und S22+ hochauflösender geworden, statt des bisherigen 12-Megapixel-Sensors ist dieser jetzt 50 Megapixel groß. Bei der Telefoto-Kamera verbaut Samsung nun einen 10 Megapixel-Sensor und damit zwar einen Sensor mit geringerer Megapixelzahl, dafür verfügt das Teleobjektiv jetzt wieder über optischen Zoom.

#### Display
Das Display von Galaxy S22 und S22+ gleichen sich ebenfalls nahezu, im Vergleich zu den Vorgängergeräten sind beide jetzt aber um 0,1 Zoll verkleinert worden, beim S22 von 6,2 auf 6,1 und beim S22+ von 6,7 auf 6,6 Zoll. Beide Displays sind wieder Infinity-O-Dynamic-AMOLED-Display, also HDR10+ fähige AMOLED-Display mit einer Punch-Hole-Frontkamera. Unverändert bleibt aber auch die niedrigere Auflösung Full-HD+. Das Display verfügt über eine adaptive Bildwiederholrate von 120 Hertz, die bis auf 24 Hertz bei S22 und S22+ bzw. 1 Hertz beim S22 Ultra heruntergefahren werden kann. Das Galaxy S22 erreicht mit 1.300 Nits die gleiche Helligkeit wie auch schon der Vorgänger, das Galaxy S22+ verfügt wie auch das Galaxy S22 Ultra über eine Peak-Helligkeit von 1.750 Nits.

#### Leistung und Akku
In allen Geräten der Galaxy-S22-Reihe verbaut Samsung den hauseigenen Exynos-2200-Prozessor, außerhalb Europas kommt aber der Qualcomm Snapdragon 8 Gen 1 zum Einsatz. Dem Prozessor stehen bei Galaxy S22 und S22+ immer 8 Gigabyte Arbeitsspeicher zur Seite. Der interne Speicher ist je nach Wahl 128 oder 256 Gigabyte groß.
Allerdings verbaut Samsung jetzt Akkus geringerer Kapazität: Der des Galaxy S22 ist von 4.000 mAh auf nun 3.700 mAh und der Akku des Galaxy S22+ von 4.800 mAh auf 4.500 mAh verkleinert worden. Beim Laden gibt es aber einen Unterschied zwischen den beiden Geräten. Während das Galaxy S22 nur mit 25 Watt aufgeladen werden kann, kann das Galaxy S22+ auch mit maximal 45 Watt laden. Auch ist kabelloses Aufladen mit 15 Watt wieder möglich.

#### Sonstiges
In beiden Geräten wird ein Ultraschall-Fingerabdrucksensor unter dem Display verbaut, auch gibt es eine 2D-Gesichtserkennung, diese ist aber unsicherer als beispielsweise eine 3D-Gesichtserkennung. Ein Ultraweitbandchip wird wie bei den Vorgängergeräten wieder nur im Galaxy S22+ und im Galaxy S22 Ultra verbaut, ebenfalls wie der neue Standard Wi‑Fi 6E. Alle Geräte unterstützen den neuen Mobilfunkstandard 5G.

#### Kritik
Kritikpunkte sind die geringe Akkukapazität beim Galaxy S22 und die niedrigere Auflösung beim Galaxy S22+ in diesem Preisbereich.

### Samsung Galaxy S22 Ultra

#### Rückseitenkameras
Das Samsung Galaxy S22 Ultra verfügt auf der Rückseite über ein Kamera-Setup bestehend aus vier Kameralinsen. Alle decken unterschiedliche Brennweiten ab. Bis auf die Ultraweitwinkelkamera verfügen alle Rückseitenkameras über eine optische Bildstabilisierung.

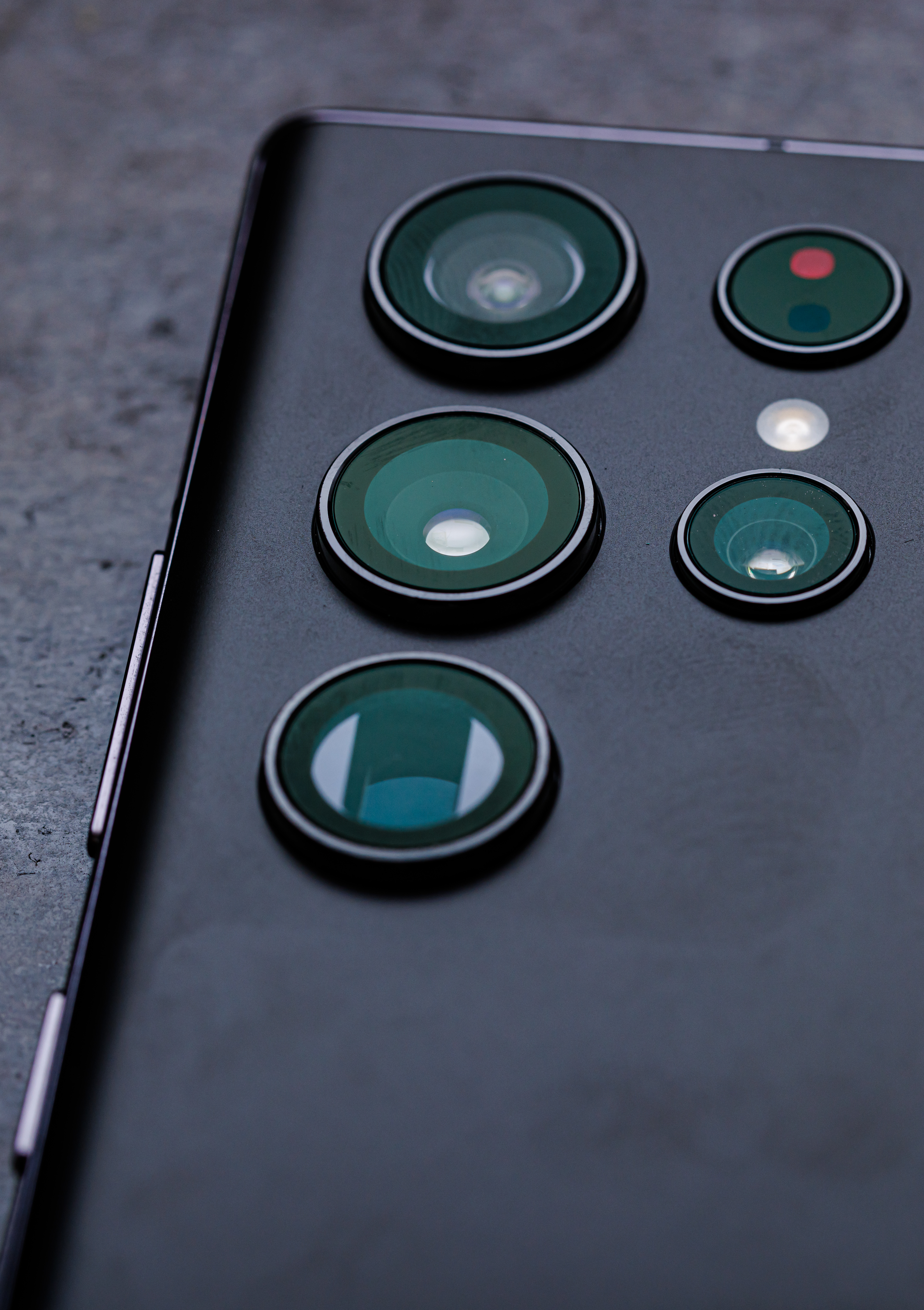
Rückseitenkameras des Samsung Galaxy S22 Ultra

##### Hauptkamera
Die Hauptkamera hat maximal 108 Megapixel und eine Sensorgröße von 1/1,33 Zoll (entspricht circa einem 9,6 × 7,2 mm großen Bildsensor). Die Objektivlinse hat eine Festbrennweite von 23 mm und eine Lichtstärke von F1,8. Laut der Quelle gsmarena handelt es sich bei dieser Kombination Sensorgröße und Objektivbrennweite aber nicht um ein Normalobjektiv oder Porträtobjektiv, sondern um ein Weitwinkelobjektiv.
Durch ein 9:1 Pixel-Binning kann der 108 MP Sensor zu einem 12 MP Sensor zusammengeschaltet werden, wodurch sich zwar als Nachteil die Bildauflösung reduziert, dafür aber als Vorteil die einzelnen Sensorpixel vergrößert werden, wodurch die Lichtempfindlichkeit steigt und dadurch das Bildrauschen in bestimmten Situationen reduziert werden kann, vor allem in Situationen mit wenig Licht. Auch die Dateigröße der Fotos reduziert sich durch das Pixel-Binning. Die Werkseinstellung des Smartphones sind 12 MP (Mit 9:1 Pixel-Binning). In der Kameraformateinstellung kann zwischen 4:3 oder 4:3 108MP ausgewählt werden.

##### 0,6-fach Zoom Ultraweitwinkelkamera
Die Ultraweitwinkelkamera hat 12 Megapixel und eine Sensorgröße von 1/2,55 Zoll (entspricht circa einem 5,7 × 4,5 mm großen Bildsensor). Die Objektivlinse hat eine Festbrennweite von 13 mm und eine Lichtstärke von F2,2. Samsung gibt gegenüber der Hauptkamera einen 0,6-fach Zoom an.

##### 3-fach Zoom Teleobjektivkamera
Verbaut ist ein 10-Megapixel Sensor mit einer Größe von 1/3,52 Zoll (entspricht circa einem 3,5 × 2,7 mm großen Bildsensor). Die Objektivlinse hat eine Festbrennweite von 73 mm und eine Lichtstärke von F2,4. Samsung gibt gegenüber der Hauptkamera einen 3-fach Zoom an.

##### 10-fach Zoom Teleobjektivkamera
Verbaut ist ein 10-Megapixel Sensor mit einer Größe von 1/3,52 Zoll (entspricht circa einem 3,5 × 2,7 mm großen Bildsensor). Die Objektivlinse hat eine Festbrennweite von 240 mm und eine Lichtstärke von F4,9. Samsung gibt gegenüber der Hauptkamera einen 10-fach Zoom an.

#### Frontkamera
Die Selfie-Kamera auf der Frontseite hat 40 Megapixel und eine Sensorgröße von 1/2,82 Zoll. Die Objektivlinse hat eine Festbrennweite von 26 mm und einer Lichtstärke von F2.2. Laut der Quelle gsmarena handelt es sich bei dieser Kombination Sensorgröße und Brennweite aber nicht um ein Normalobjektiv oder Porträtobjektiv, sondern um eine Weitwinkelobjektivkamera.

#### Display
Auch im Galaxy S22 Ultra verbaut Samsung ein Infinity-O-Dynamic-AMOLED-Display, das 6,8 Zoll groß ist. Im Gegensatz zu den beiden anderen Modellen besitzt das Display aber eine WQHD+ Auflösung, außerdem kommt die LTPO -Technologie zum Einsatz, was bedeutet, dass die Bildwiederholrate von 120 auf ein Hertz heruntergefahren werden kann. Besonders ist auch, dass das Display nun eine Peak-Helligkeit von 1.750 Nits erreichen kann.

#### Leistung und Akku
Auch im Galaxy S22 Ultra kommt der hauseigene Exynos-2200-Prozessor zum Einsatz. Das Smartphone ist in vier Speichervarianten erhältlich.
Die Variante mit 128 GB internem Speicher verfügt über 8 GB Arbeitsspeicher. Die Varianten mit 256 GB, 512 GB und 1 TB internem Speicher sind mit 12 GB Arbeitsspeicher ausgestattet. Der Akku des Galaxy S22 Ultra bleibt mit 5.000 mAh unverändert groß. Das Samsung Galaxy S22 Ultra kann wie auch das Galaxy S22+ mit insgesamt 45 Watt aufgeladen werden.

#### Stylus und Sonstiges
Erstmals in einem Gerät der S-Reihe integriert Samsung den Stylus S-Pen. Dabei handelt es sich um eine Art Stift, der auf dem Display verwendet werden kann. Dieser war davor der Note-Reihe vorbehalten, deren Einstellung angekündigt wurde und die durch das S-Ultra-Modell ersetzt werden soll. Der S-Pen verfügt hier nun auch wie bei den Note-Geräten über die Gesten-Funktion, mit der das Smartphone mit dem Stylus aus der Ferne bedient werden kann. Auch im Ultra-Modell bietet Samsung zum Entsperren den Ultraschall-Fingerabdrucksensor unter dem Display und die unsicherere 2D-Gesichtserkennung. Auch der Ultraweitbandchip wird verbaut, dieser ermöglicht etwa das Entsperren des Autos mit dem Smartphone. Das Galaxy S22 Ultra unterstützt sowohl Wi‑Fi 6E als auch den Mobilfunkstandard 5G.

#### Kritik
Zwei Kritikpunkte an dem Gerät sind einerseits die geringe Ladegeschwindigkeit von 25 Watt beim Galaxy S22 und die mittelmäßige Geschwindigkeit von 45 Watt bei Plus und Ultra, und andererseits die Tatsache, dass die Netzteile dazu separat gekauft werden müssen und nicht mehr im Lieferumfang beiliegen. Außerdem kam es beim Galaxy S22 Ultra laut Nutzerberichten, in den ersten 2 Monaten, immer wieder zu Problemen bei der Performance.

### Software
Alle drei Geräte erscheinen mit dem Betriebssystem Android 12 und der Benutzeroberfläche One UI 4.1. Samsung garantiert vier Jahre Softwareupdates und fünf Jahre Sicherheitsupdates. 2024 wurde die Software auf Android 14 und die Benutzeroberfläche auf One UI 6.1. aktualisiert.